# مذابح الصرب (1901)

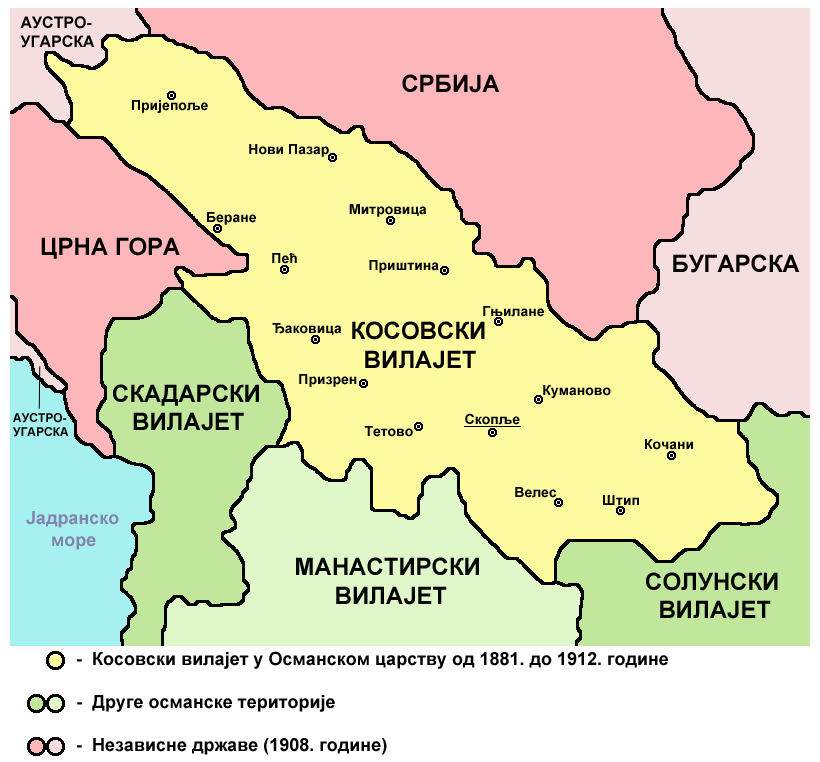

كانت مذابح الصرب في عام 1901 عبارة عن سلسة مذابح متعددة ضد الشعب الصربي في ولاية كوسوفو التابعة لسلطة الدولة العثمانية (تشلك كل من صربيا الحديثة وكوسوفو ومقدونيا الشمالية)، ونفذها الألبان.

## المجازر
تعرض الصرب لسوء المعاملة واتُهموا بأنهم عملاء صربيون. تلا ذلك حالة من الهرب، حيث هرب الصرب في المقام الأول من المناطق الحدودية إلى صربيا. واستخدم الألبان الذين شاركوا في الحرب اليونانية التركية عام 1897 أسلحة لم يتم تسليمها إلى السلطات ضد الصرب في صربيا القديمة. في مايو عام 1901، أضرم الألبان النار في كل من سجينيكا ونوفي بازار وبريشتينا. وذهب الألبان في هياج وقاموا بذبح الصرب في بريشتينا. في إبار كولاسين (المعروفة الآن باسم شمال كوسوفو)، وهي منطقة غابات مكونة من أربعين قرية، كان يسكنها الصرب إلى حد كبير، حيث نشط المعلمون والكهنة الصرب، مما أغضب الألبان والحكومة العثمانية لفترة طويلة؛ وتعرض الصرب لإساءة المعاملة باستمرار في هذه المنطقة. راقبت الحكومة الصربية التطورات في كولاشين، ولم تبقى مكتوفة الأيدي. وأصبح الوضع خطيرًا، حيث كان الصرب يُهربون الأسلحة من قبل صربيا للدفاع عن أنفسهم. اتخذت الفظائع الألبانية أبعاداً كبيرة لدرجة أن حكومة فلادان أوروفيتش أُجبرت على بدء عمل دبلوماسي واسع لحماية الصرب في صربيا القديمة؛ عندما لم تؤت هذه الجهود ثمارها، وتم تمكين الألبان بالسلاح وتكثيف الأعمال الوحشية ضد الصرب، بدأ صرب كوسوفو غير المحميين في المطالبة بالأسلحة لحماية أنفسهم. تم اطلاع الحكومة العثمانية على تهريب الأسلحة في كولاشين، من قبل عيسى بوليتيني في أوائل يوليو، وقد قاد بوليتيني التحقيق. في صيف عام 1901، بعد التحقيق العثماني، قام الألبان بذبح الصرب في منطقة كولاشين. كانت بوليتيني حاضراً أثناء ارتكاب الفظائع المنظمة في كولاشين، بما في ذلك المذابح والاغتصاب والابتزاز والنهب وإخلاء الصربيين المحليين. دفعت الأعمال الوحشية الحكومة الروسية إلى التدخل. توقف العنف في كلاشين، ومع ذلك استمرت الفظائع الألبانية في مناطق أخرى.

## رد الفعل

### روسيا
في البداية، لم يقمع الباب العالي الحركة الألبانية ولم يقم بحماية الصرب. طالبت الإمبراطورية الروسية بمعاقبة الألبان والدرك التركي والسماح للصرب بالاحتفاظ بالأسلحة للحماية. وأستجاب الباب العالي عن طريق الاعتقالات الجماعية وتجريم اللغة الألبانية. تم فصل الوالي، وتمت إزالة العديد من المسؤولين المناهضين للصرب، وزعماء القبائل الألبان الذين كانوا قاسيين بشكل خاص، من مناصبهم.

### الإمبراطورية النمساوية المجرية
دعمت الإمبراطورية النمساوية المجرية الألبان، وحاولت التقليل من شأن المجزرة. وكانت الأحداث مفيدة في «قضية كولاشين» (بالصربية السيريلية: Колашинска афера)، وهو صراع دبلوماسي بين الإمبراطورية النمساوية المجرية والتي قامت بدعم الألبان، وصربيا التي كانت مدعومة من روسيا. ومع مرور الوقت، نما الصراع الدبلوماسي إلى مواجهة مفتوحة بين الجانبين.